# Кадамба (династия)
Кадамба (канн. ಕದಂಬರು) — древнеиндийская династия, правившая частью современной территории Карнатаки в период с 345 по 525 год. Столицей кадамбов был город Банаваси, расположенный в современном округе Уттара-Каннада. Кадамбы были первой туземной династией, начавшей использовать язык каннада в административном делопроизводстве.
Династия Кадамба была основана махараджей Маюрашарманом в 345 году. При махарадже Какустхавармане Кадамбы достигли пика своего могущества. Династия правила большей частью территории Карнатаки и даже цари империи Гупта установили с ней родственные отношения. Один из потомков Кукуштавармы, царь Шивакоти, устав от войн и кровопролития, принял джайнизм.
В VI—XI веках Кадамба была вассальным княжеством могущественных империй Чалукья и Раштракута.

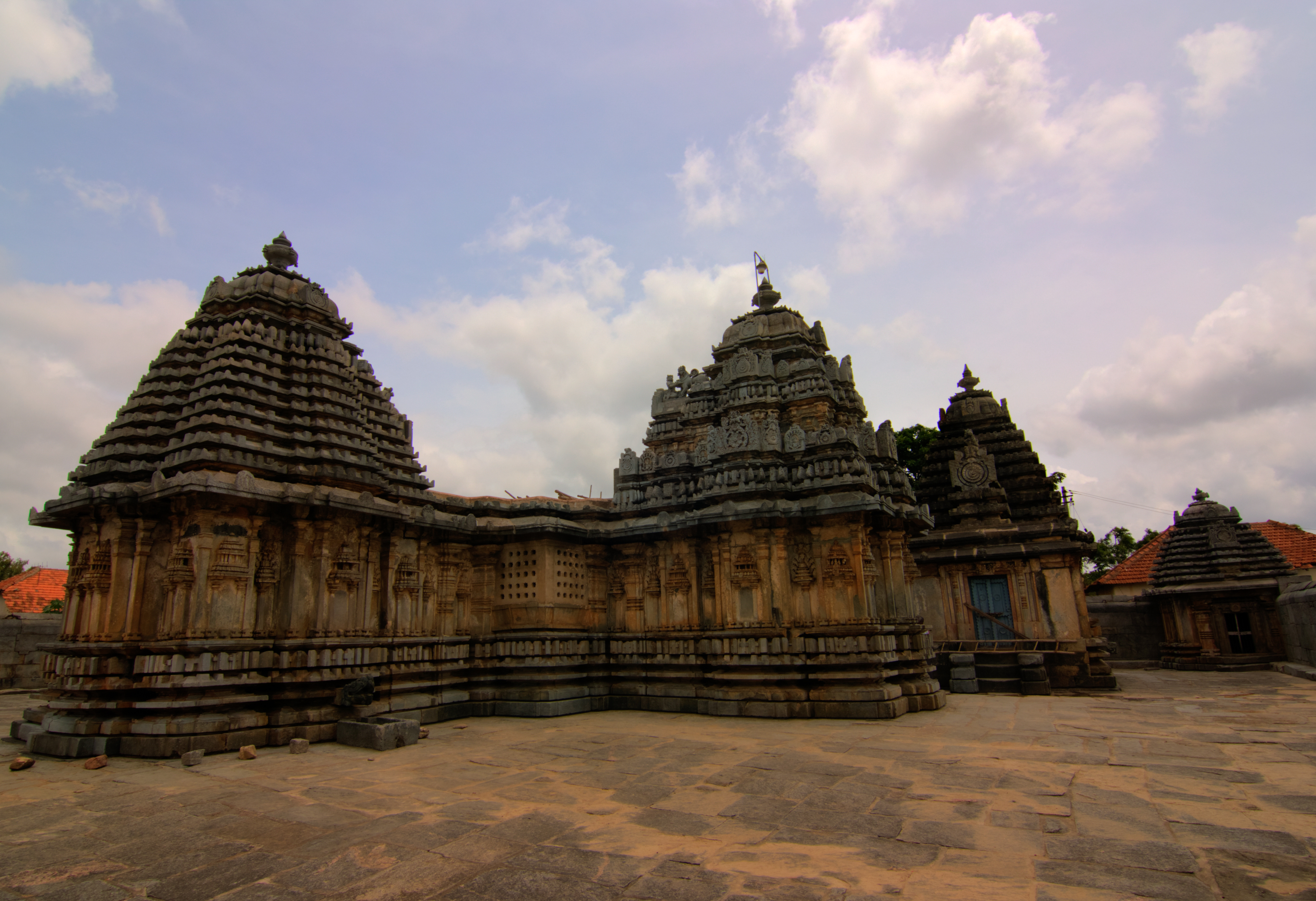
Храм Лакшми в округе Хассан

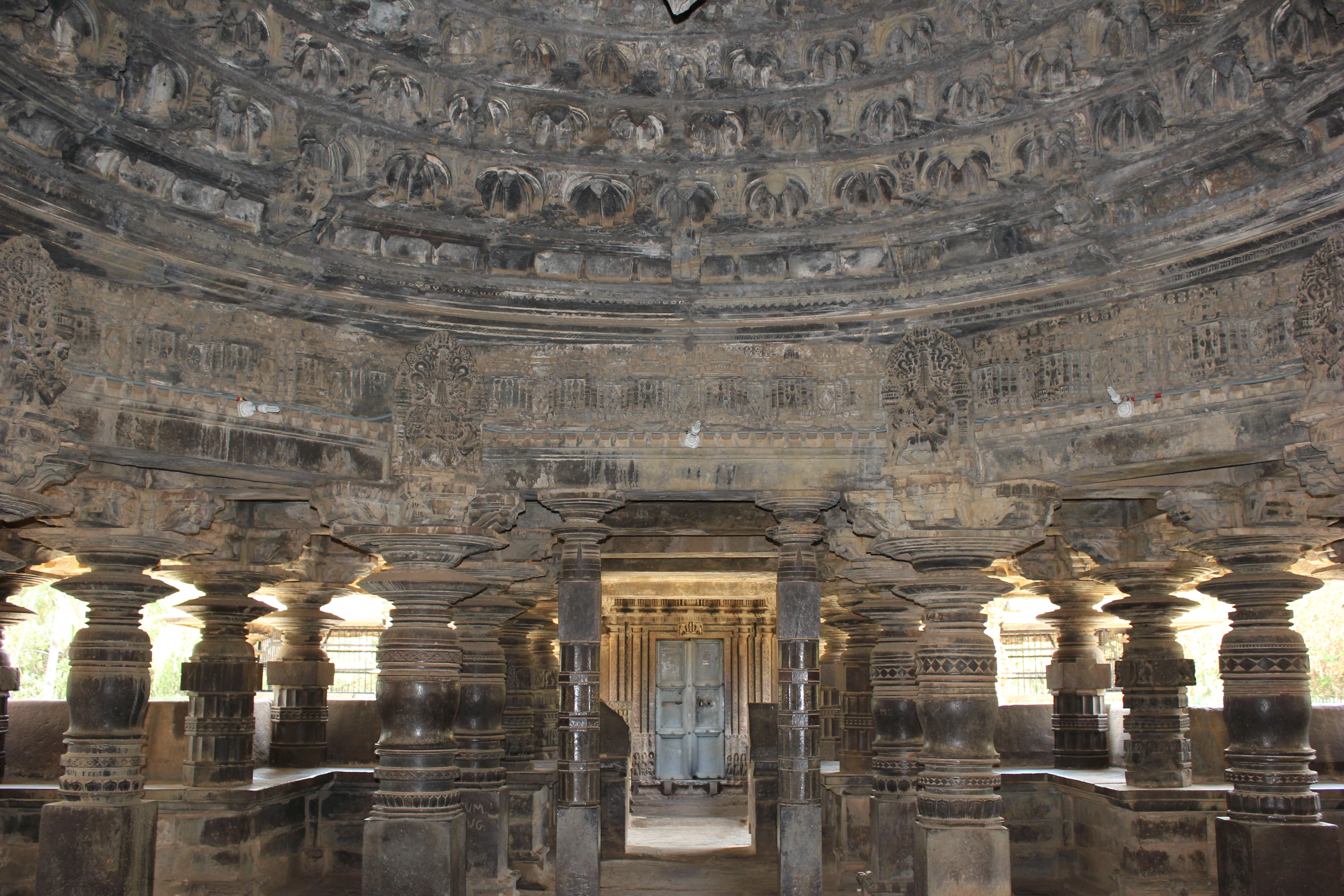
Храм в городе Хангал

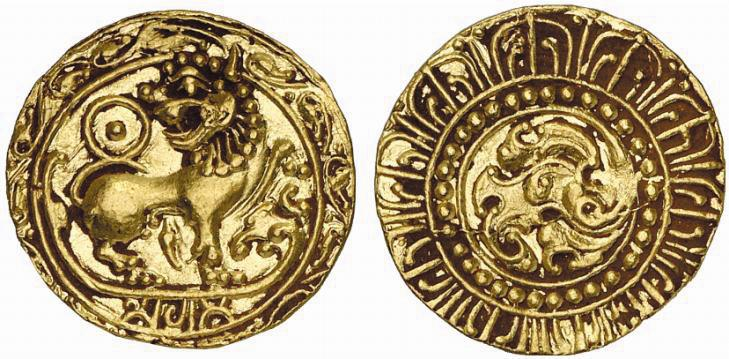
Монеты Кадамба

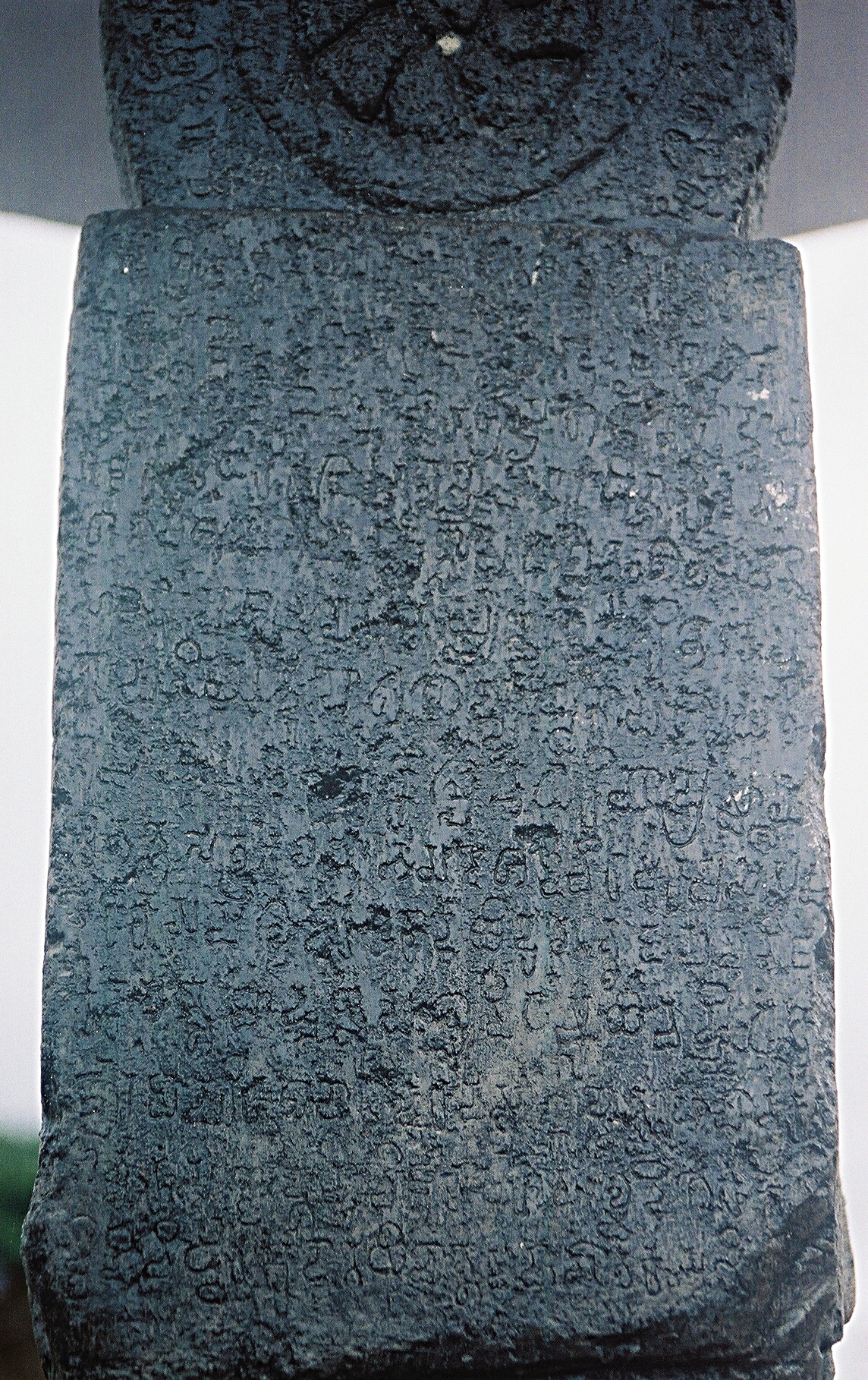
Надпись Халмади на языке каннада ок. 450 года

## Список правителей
Банавасийская ветвь династии:
- ок. 345—365 гг. Маюрашарман (Маюраварман), сын Бандхушены
- ок. 365—390 гг. Кангаварман, сын предыдущего
- ок. 390—415 гг. Бхагиратха, сын предыдущего
- ок. 415—435 гг. Рагху, сын предыдущего
- ок. 435—455 гг. Какустхаварман, младший брат предыдущего
- ок. 455—460 гг. Шантиварман, сын предыдущего
- ок. 460—475 гг. Шива Мандхатри
- ок. 475—485 гг. Мригешаварман, сын Шантивармана
- ок. 485—519 гг. Равиварман, сын предыдущего
- ок. 519—530 гг. Хариварман

Трипарватхская ветвь:
- ок. 455—475 гг. Кришнаварман I
- ок. 475—485 гг. Вишнуварман
- ок. 485—516 гг. Симхаварман
- ок. 516—540 гг. Кришнаварман II